# Josué Neto
Josué Claudio de Souza Neto GOMM (Manaus, 1 de maio de 1975) é Conselheiro e Corregedor do Tribunal de Contas do Estado do Amazonas (TCE-AM).  Foi deputado estadual por 14 anos e presidente da Assembleia Legislativa do Amazonas (Aleam) nos biênios 2013-2014, 2015-2016 e 2019-2020. 

## Biografia
Josué Neto é economista formado em ciências econômicas pela Universidade Federal do Amazonas (UFAM). Radialista e comunicador há 22 anos, e neto de Josué Cláudio de Souza, fundador da Rádio Difusora do Amazonas (96.9 FM). Oriundo de uma tradicional família política do Amazonas, Josué Neto teve sua vocação política despertada ainda na juventude, quando acompanhava o pai, Josué Cláudio de Souza Filho, em suas atividades. É casado com Andrezza Cavalcante e pai três de filhos.  

## Atuação política

### Mandatos
- 2004 a 2006 (vereador)
- 2006 a 2010 (deputado estadual)
- 2010 a 2014 (deputado estadual  e presidente da Assembleia Legislativa a partir de 2013)
- 2014 a 2018 (deputado estadual  e presidente da Assembleia Legislativa até 2016)
- 2019 a 2021 (deputado estadual e presidente da Assembleia Legislativa até 2020)

Vereador de Manaus
Josué Neto foi eleito para seu primeiro mandato em 2004, assumindo o cargo de vereador na Câmara Municipal de Manaus em 2005, destacando-se na atividade parlamentar por seus projetos relacionados às áreas de educação, saúde, cultura, esporte e lazer mas, principalmente, por sua bandeira política voltada para o meio ambiente, na luta pela preservação dos recursos hídricos da capital amazonense.
Deputado estadual
Ainda no mandato de vereador em Manaus, Josué Neto foi eleito deputado estadual em 2006, e passou a compor a mesa diretora da Assembleia Legislativa do Amazonas como 2º secretário. Nos anos subsequentes assumiu os cargos de corregedor, vice-líder do governo do Amazonas, 3º vice-presidente e líder do PSD no parlamento estadual.
Josué Neto foi reeleito em 2010 e, mais uma vez, em 2014, quando recebeu a maior votação nas eleições, sendo reeleito para o terceiro mandato estadual.
Presidente da Assembleia Legislativa do Amazonas
No cargo de deputado estadual, em 2013 Josué foi eleito presidente da Assembleia Legislativa do Amazonas para o biênio 2013-2014, momento em que promoveu melhorias a qualificação técnica dos servidores da casa. Nas eleições de 2014 foi reeleito para o terceiro mandato estadual e, ao assumir, também foi reeleito presidente da casa para o biênio 2015-2016, período em que a crise econômica afetou o orçamento de todos os órgãos públicos do país, e o gestor se viu obrigado a adotar severas medidas de contenção de gastos, que possibilitou ao parlamento manter seus trabalhos com qualidade, sem demissão de servidores. O deputado foi eleito presidente da Casa Legislativa para o biênio 2019-2020, após ser aclamado pelos seus pares. Fez uma gestão exemplar na correta utilização dos recursos públicos, deixando R$ 35,2 milhões em caixa para o presidente seguinte, mesmo em um ano de grandes dificuldades decorrentes da pandemia do covid-19. Também fez uma gestão voltada ao aperfeiçoamento tecnológico do Poder Legislativo Amazonense, que se tornou o primeiro do país a transmitir suas sessões simultaneamente no Youtube, Facebook, Instagram e Twitter. Também foi a primeira Assembleia Legislativa a realizar sessões 100% virtuais, e em seguida híbridas (presenciais e virtuais), após a flexibilização das medidas de isolamento. Ações para minimizar os impactos da pandemia no dia a dia do povo do Amazonas também foram destaque da sua última gestão. O Parlamento aprovou, na gestão de Josué, a destinação de R$ 33 milhões em recursos de emendas para ações de combate a pandemia e R$ 50 milhões para a compra de vacinas anti-covid. Também aprovou a lei, de sua autoria, que proíbe o corte de serviços essenciais, como água e energia, enquanto durar a situação de calamidade do Estado.   

### Destaques da atuação parlamentar
Ao longo de seu primeiro mandato como deputado apresentou diversos projetos de lei, que são destaques no sua atuação parlamentar, como a propositura de criação do Fundo Especial de Combate às Situações de Emergência e Calamidade Pública (FECSEC), com a finalidade de assegurar o desempenho ágil das ações governamentais nas áreas afetadas por desastres, e propôs a criação da Comissão de Jovens, Crianças e Adolescentes no âmbito do poder legislativo.
Em 2015, uma das propostas de destaque apresentadas por Josué Neto trata da criação do IPTU Verde, por meio de um indicativo encaminhado à prefeitura de Manaus sugerindo a concessão de descontos no Imposto sobre a propriedade predial e territorial urbana (IPTU) para os contribuintes que adotarem “ações verdes”.
Destacam-se ainda como marcos importantes de seu mandato a implantação da Universidade Aberta da Terceira Idade (Unati), que pertence à estrutura da Universidade do Estado do Amazonas (UEA) e em 2018 foi relator do projeto que transformou a Unati em Fundação (Funati), dando à instituição maior independência financeira; a abertura de um polo da UEA em Nova Olinda do Norte; a instalação de mamógrafo no Hospital Geral de Itacoatiara; apresentou projeto de lei que nomeava o guaraná do município de Maués como patrimônio cultural material e imaterial do Amazonas; é autor da proposta de eliminação da burocracia na revalidação dos diplomas adquiridos no exterior; e do indicativo que planeja instalação de cisternas para combater a falta d'água nas residências.
Em 2020, conseguiu a aprovação de recursos para a realização do concurso da Polícia Civil e para o pagamento do auxílio-fardamento dos Policiais Militares e do Corpo de Bombeiros Militar do Amazonas que deve ser efetuado no ano de 2021. 